# Osvaldo Coggiola
Osvaldo Luis Angel Coggiola  (Buenos Aires, 1952) é um  historiador argentino, residente no Brasil. 
Nascido em Buenos Aires, cresceu em Córdoba, onde estudou   Economia e História. Em 1976, por seu ativismo  político,  foi expulso da  Universidade de Córdoba,  passando a viver exilado até o final da ditadura argentina. Na França, concluiu seus estudos  de graduação em História e  Economia Política (1979, com a dissertação intitulada L'Opposition de Gauche en Argentine, 1930-1943), na Universidade Paris 8 (Vincennes-Saint-Denis), especializando-se  em História pela mesma universidade (1980, com a dissertação Mouvement ouvrier et partis de gauche en Argentine, 1929-1969). Em seguida, concluiu  o doutorado em História Comparada das Sociedades Contemporâneas (1983, com a tese Le mouvement trotskiste en Argentine, 1929 - 1969) pela École des hautes études en sciences sociales. A partir de 1981, estabeleceu-se no Brasil, onde defendeu sua tese de livre-docência  (O Destino de uma Revolução - Ensaios sobre a História Contemporânea da URSS e do Leste Europeu), na Universidade de São Paulo (USP), em 1992. Também cumpriu um programa de pós-doutorado na USP (1993 - 1998). 
Atualmente é professor titular da  USP e professor nos cursos de jornalismo e economia da Universidade Presbiteriana Mackenzie. 
Especializado em História Moderna e Contemporânea, estuda principalmente temas como comunismo, União Soviética e economia marxista, sendo um ativo organizador, colaborador e participante de simpósios, palestras e colóquios sobre esses temas.

## Publicações
Publicou mais de uma centena de artigos, em diversas línguas,  em periódicos e revistas  como a Revista da Adusp, revista Estudos, Correio da Cidadania, La Contraddizzione, Prensa Obrera, En Defensa del Marxismo, História Viva e Le Monde Diplomatique, entre outros. Publicou mais de  mais de vinte livros, como autor, coautor ou organizador, dentre os quais destacam-se:
- O trotskismo na América Latina
- O Marxismo Hoje (com Michael Löwy,  Jacob Gorender, Cláudio Katz  e James Petras )
- Universidade e Ciência na Crise Global
- Espanha e Portugal: o Fim das Ditaduras
- Marx e Engels na História
- Imperialismo e Guerra na Iugoslávia: Radiografia do Conflito nos Bálcãs
- História e Revolução
- Engels: o Segundo Violino
- História da  Segunda Guerra Mundial - causas, estrutura, consequências   (prólogo de Luiz Alberto Moniz Bandeira)
- Ontem e Hoje: Manifesto Comunista
- Revolução Cubana
- Escritos Sobre a Comuna de Paris
- América Latina: Encruzilhada da História Contemporânea
- Governo Lula: da Esperança à Realidade
- A Revolução Iraniana
- Neoliberalismo ou Crise do Capital? (com Claudio Katz)
- Governos Militares na América Latina (com Jaime Pinsky)
- 25 de Outubro de 1917: a Revolução Russa (com Arlene Clemesha)